# Christian Fex
Carl Anders Christian Fex, född 7 maj 1957 i Lund, är en svensk skådespelare. Fex är utbildad vid Teaterhögskolan i Malmö varifrån han utexaminerades 1981. Sedan 2006 arbetar Fex i första hand som röstskådespelare.

## Biografi
Han är son till Sören Fex och var tidigare gift med skådespelaren Nina Togner.
Han är idag bosatt i Malmö.

## Filmografi
- 1982 – Sandrike
- 1986 – Yngsjömordet
- 1988 – Postmästarfrun från Hörby
- 1991 – Goltuppen
- 1992 – Porco Rosso (röst)
- 1995 – Mördare utan ansikte (TV-serie)
- 1995 – Priset
- 1996 – Torntuppen (TV-serie)
- 1997 – Strisser på Samsø (TV-serie)
- 1999 – Elden i mitt hjärta
- 2001 – Vilket skulle bevisas
- 2002 – Den femte kvinnan (TV-serie)
- 2004 – Skeppsholmen (TV-serie)
- 2005 – Om du var jag (TV-serie)
- 2006 – Lotta från Uppfinnarbyn
- 2006 – Wallander – Täckmanteln
- 2007 – Hundar och alkohol
- 2007 – The Simpsons: Filmen (röst)
- 2008 – Madagaskar 2 (röst som Mason)
- 2008 – Maria Larssons eviga ögonblick
- 2008 – Sagan om Despereaux (röst som Boldo)
- 2008 – Speed Racer (röst som Cruncher Block)
- 2008 – WALL-E (röst)
- 2009 – Natt på museet 2 (röst som farao Kahmunrah)
- 2009 – Till vildingarnas land
- 2010–2013 – Transformers Prime (TV-serie) (röst som Ratchet)
- 2011 – Kung Fu Panda 2 (röst som Dundrande noshörningen)
- 2011 – Nalle Puhs film - Nya äventyr i Sjumilaskogen (röst som berättare)
- 2011 – Tintins äventyr: Enhörningens hemlighet (röst som Dupond)
- 2012 – Madagaskar 3 (röst som Mason)
- 2012 – Yoko (röst som Kellerman)
- 2013 – Dumma mej 2 (röst som Floyd Eagle-san)
- 2015 – Den lille prinsen (röst som piloten)
- 2018 – Christoffer Robin & Nalle Puh (röst som berättare)
- 2019 – Dumbo (röst som Sotheby)
- 2019 – Frost 2 (röst som kung Runar)
- 2020 – Jakten på en mördare (TV-serie)

## Teater

### Roller (ej komplett)
| År   | Roll          | Produktion                              | Regi               | Teater                   |
| ---- | ------------- | --------------------------------------- | ------------------ | ------------------------ |
| 1984 | Gustav Vasa   | Mäster Olof August Strindberg           | Ritva Holmberg     | Riksteatern              |
| 1992 | John Proctor  | Häxjakten Arthur Miller                 | Håkan Lindhé       | Helsingborgs stadsteater |
| 2003 | Oswald        | Kung Lear William Shakespeare           | Stefan Larsson     | Dramaten                 |
| 2004 | Dim Pedofilen | A Clockwork Orange 2004 Anthony Burgess | Kasper Bech Holten | Dramaten                 |